# Fdalate
Fdalate (franska: Fdalate (CR), Fdalate (Commune Rurale), arabiska: قرية بن عودة) är en kommun i Marocko.   Den ligger i provinsen Benslimane och regionen Casablanca-Settat, i den norra delen av landet, 60 km sydväst om huvudstaden Rabat. Antalet invånare är 9 796.